# 上村渉
上村 渉（かみむら わたる、1978年11月29日 - ）は、日本の小説家。静岡県御殿場市出身。日本大学芸術学部映画学科卒業。

## 経歴
- 2008年、「射手座」で第107回文學界新人賞受賞。

## 作品リスト
単行本
- 『うつくしい羽』（書肆侃侃房、2020年）
  - 「あさぎり」（『すばる』2013年3月号）
  - 「うつくしい羽」（『すばる』2019年6月号）

雑誌掲載作品
- 「射手座」（『文學界』2008年12月号）
- 「夜に知られて」（『文學界』2009年6月号）
- 「群青の杯を掲げ」（『文學界』2010年6月号）
- 「息継ぎよりも速く」（『すばる』2011年3月号）
- 「246号線」（『文學界』2011年11月号）
- 「三月と五月の欠けた夢」（『すばる』2014年12月号）
- 「不発弾」（『文學界』2016年2月号）